# Eurotas (Flussgott)

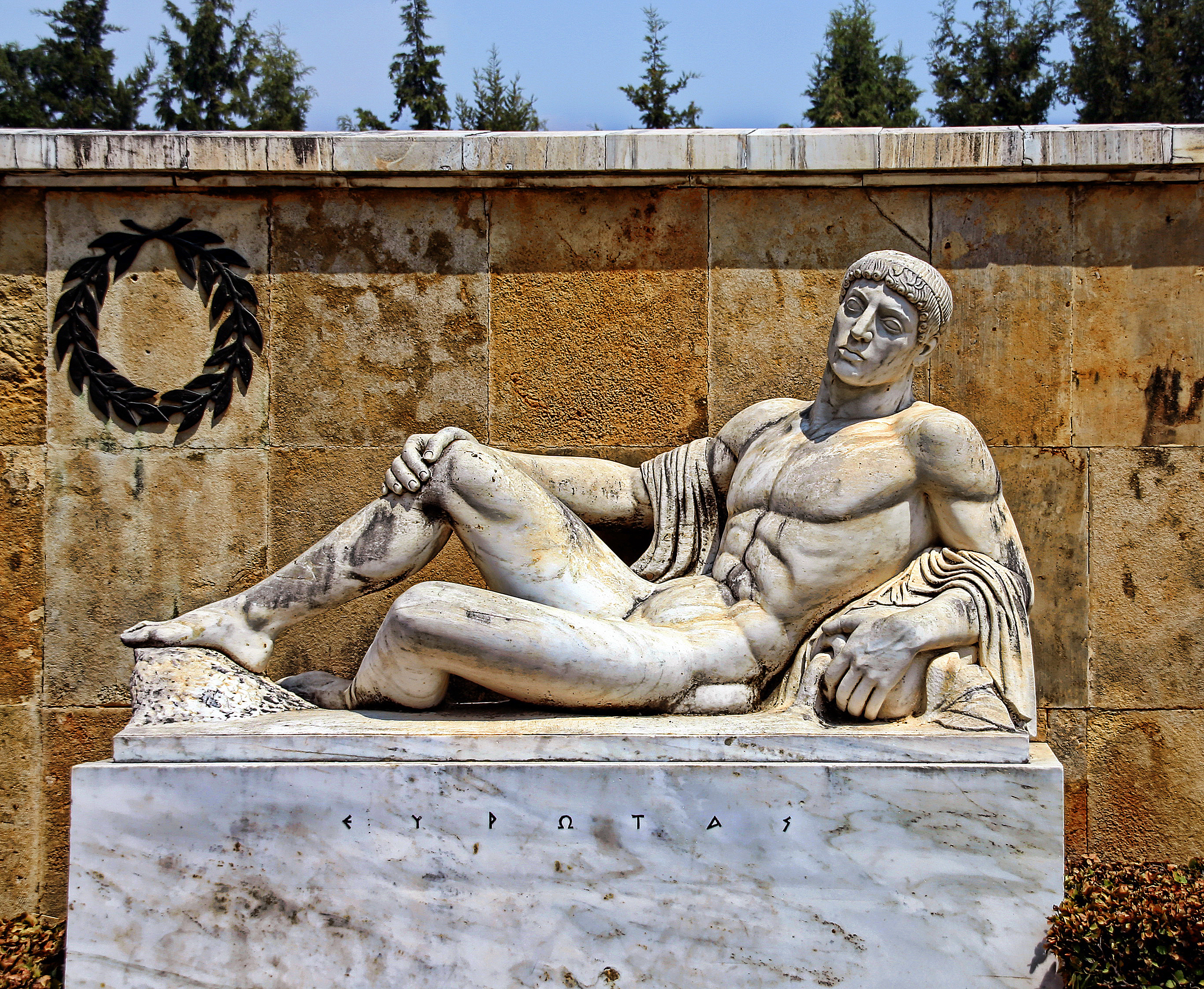
Flussgott Eurotas am Leonidas-Monument, Thermopylen

Eurotas (altgriechisch Εὐρώτας Eurṓtas), der Sohn des Flussgottes Inachos und der Peitho, war in der griechischen Mythologie der Flussgott des gleichnamigen Flusses Eurotas.
Er galt als der Vater der Kleochareia, der Mikionikes, der Pitane und der Tiasa. Eine Statue des Flussgottes, die Plinius der Ältere wegen der Darstellung fließenden Wassers besonders hervorhob, wurde von Eutychides um 300 v. Chr. geschaffen.